# Crocigeri italiani

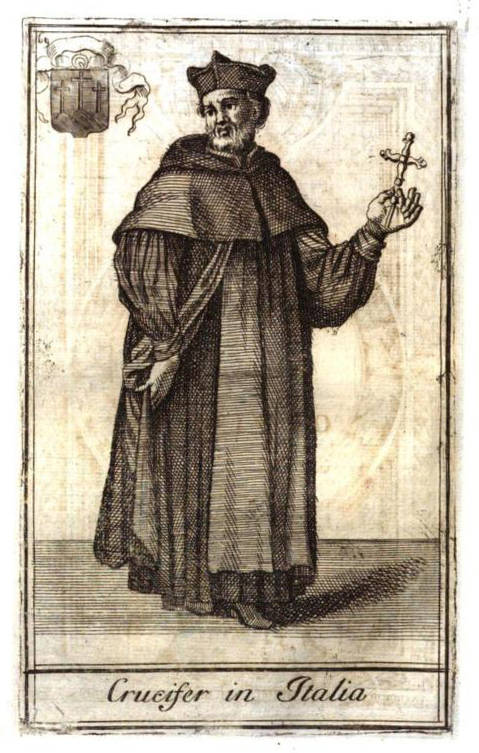
Crocifero italiano, stampa del 1707

I crocigeri italiani (anche crociferi o cruciferi, ovvero portatori della Croce) erano un ordine ospedaliero (poi assimilato ai mendicanti) approvato da papa Alessandro III e soppresso da papa Alessandro VII nel 1656. 

## Storia
La tradizione attribuisce la fondazione dei crocigeri a un crociato di nome Cleto: in seguito si diffuse la leggenda che attribuiva la creazione dell'ordine a papa Cleto e che sosteneva che la sua sede a Roma si trovasse sulla casa dove il pontefice aveva vissuto. I crocigeri erano religiosi laici dediti ad attività ospedaliera e la loro prima sede fu il monastero di Santa Maria del Morello, fuori Porta Maggiore a Bologna.
L'ordine fu confermato prima del 1170 da papa Alessandro III con la bolla Quod calcatis che ne stabilì le costituzioni all'interno della regola di sant'Agostino.
In principio i crocigeri non avevano un abito religioso ma avevano come segno distintivo una croce di legno che impugnavano nella mano sinistra quando non erano impegnati in attività manuali e quando erano in pubblico; nel 1462 papa Pio II impose ai religiosi di portare tunica, scapolare e mantellina di colore turchino e ordinò che la loro croce fosse in argento.
La cappella di San Zeno dell'Oratorio dei Crociferi a Venezia è decorata con un telero di Palma il Giovane dedicato a Pasquale Cicogna che rappresenta l'istituzione dell'ordine.
Giunsero ad avere oltre 200 monasteri in Italia, suddivisi in cinque province con sede a Bologna, Venezia, Roma, Milano e Napoli.
I crocigeri tentarono di penetrare in Inghilterra, dove forse istituirono ospedali a Reigate e Colchester. Esistevano pure in Irlanda quattordici ospedali di crutched friars, ma non è accertato che appartenessero a religiosi dello stesso ordine.
Nel 1591 i crocigeri ricevettero i privilegi degli ordini mendicanti. A partire dai primi decenni del Quattrocento, a causa del regime delle commende, l'ordine iniziò a decadere e fu soppresso da papa Alessandro VII con il breve Vineam Domini del 28 aprile 1656.